# Pseudoxenetus regalis
Pseudoxenetus regalis är en insektsart som först beskrevs av Philip Reese Uhler 1890.  Pseudoxenetus regalis ingår i släktet Pseudoxenetus och familjen ängsskinnbaggar. Inga underarter finns listade i Catalogue of Life.